# Pentila rotha
Pentila rotha är en fjärilsart som beskrevs av William Chapman Hewitson 1873. Pentila rotha ingår i släktet Pentila och familjen juvelvingar. Inga underarter finns listade i Catalogue of Life.

## Bildgalleri

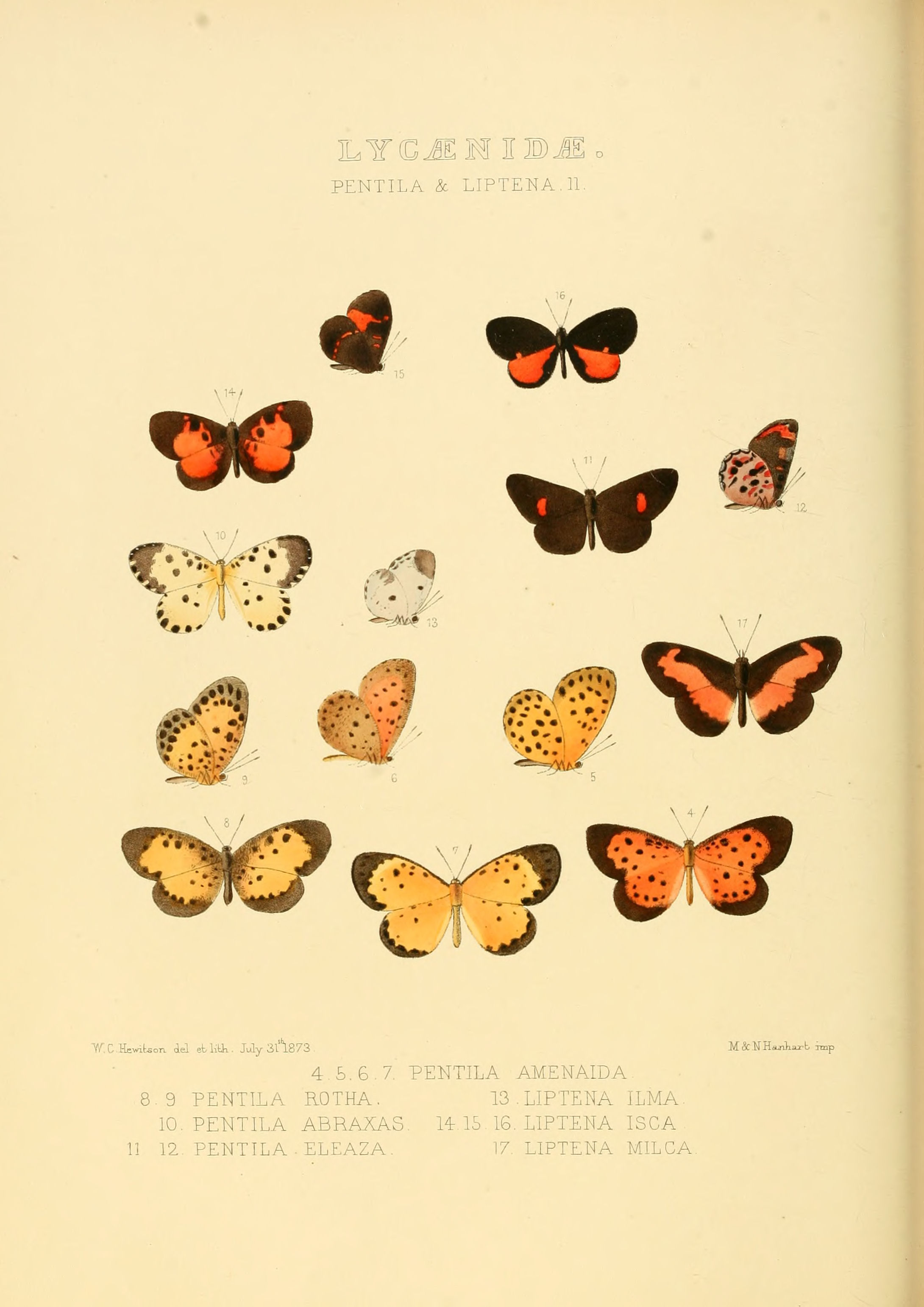
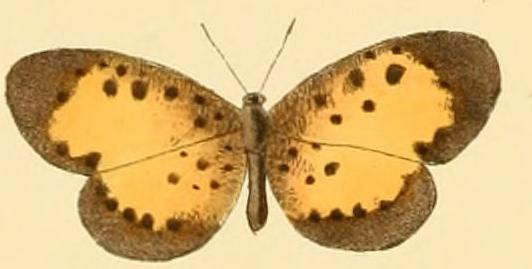